# Lombriasco
Lombriasco es una localidad y comune italiana de la provincia de Turín, región de Piamonte, con 1.004 habitantes.

## Evolución demográfica
| Gráfica de evolución demográfica de Lombriasco entre 1861 y 2010 |
|                                                                  |
| Fuente ISTAT - elaboración gráfica de Wikipedia                  |